# Imongy
Imongy is een plaats en commune in het zuiden van Madagaskar, behorend tot het district Tsihombe, dat gelegen is in de regio Androy. Tijdens een volkstelling in 2001 telde de plaats 7.874 inwoners.
De plaats biedt enkel lager onderwijs aan. 64% van de bevolking werkt als landbouwer en 30% houdt zich bezig met veeteelt. De meest belangrijke landbouwproducten zijn zoete aardappelen en cowpeas; overige belangrijke producten zijn mais, maniok en bambara grondnoot. Verder is 6% actief in de dienstensector.